# بنو سنان
بنو سنان أو السنانييون قبيلة عربية يرجع نسبها إلى مذحج بن همدان. في الجاهلية كانوا يعبدون صنمًا اسمه يغوث تقاتلوا بسببه مع بني غطيف، ما جعلهم يهربون به إلى نجران.